# Kurt Wiedemann
Kurt Wiedemann (* 20. Juni 1899 in Dresden; † 3. März 1982) war ein deutscher Buchdrucker, Volkswirt und Kulturfunktionär.

## Leben
Kurt Wiedemann wurde in der sächsischen Landeshauptstadt Dresden geboren und schlug nach der Schulausbildung eine Ausbildung als Buchdrucker ein. Als Gasthörer ging er an die Technische Hochschule Dresden. Um Geld für das Direktstudium zu erhalten, betätigte er sich zeitgleich als Hilfslehrer an den Technischen Lehranstalten in Dresden, wo er neben Volkswirtschaftslehre, Deutsch und Geschichte sowie Staatsbürgerkunde und Wirtschaftsgeographie/-geschichte unterrichtete. Sein Studium schloss er 1927 als Diplom-Volkswirt ab, nachdem er zuvor noch das Abitur nachgeholt hatte. 
Seine berufliche Tätigkeit als Studienrat fand nach der Machtergreifung der Nationalsozialisten 1933 ein abruptes Ende, da er aufgrund seiner Mitgliedschaft in der KPD, in die er bereits 1919 eingetreten war, aus dem öffentlichen Dienst entlassen und arbeitslos wurde. Durch seine langjährige persönliche Bekanntschaft zu Prof. Dr. Musemann konnte er dennoch eine Verbindung zur Technischen Hochschule beibehalten, an der er mitten im Zweiten Weltkrieg im Jahre 1943 zum Dr. rer. pol. promovierte. Das Thema seiner Dissertation lautete Die Bevölkerungsentwicklung in der nordostsächsischen Heidelandschaft und im Lande Sachsen seit 100 Jahren. Ein Beitrag zum statistisch-geographischen Verfahren in der Raumforschung und erschien als Hochschulschrift in Druck.
Nach Ende des Zweiten Weltkrieges wurde Kurt Wiedemann Dozent an den Technischen Lehranstalten Dresden. Als die sächsische Landesregierung in Dresden neu gebildet wurde, erhielt er die Leitung des Landesplanung Sachsens übertragen und später das Amt des Leiters der Abteilung Städtebau und Architektur beim Rat des Bezirkes Dresden. Er widmete sich in seinem Schaffen hauptsächlich der Sächsischen Schweiz, für deren Unterschutzstellung als Landschaftsschutzgebiet er sich mehrfach einsetzte. So hatte er maßgeblichen Anteil an der Bildung eines Landschaftsbeirates. 
Bleibende Verdienste erlangte Kurt Wiedemann durch sein uneigennütziges Eintreten für eine komplexe Landschaftspflege und -gestaltung, das ständige Bemühen um Weiterbildung und die Vermittlung von Kenntnissen und Erfahrungen.

## Belege
1. ↑  Kurt Wiedemann: Landschaftsschutz für die Sächsische Schweiz. In: Natur und Heimat 1958, Heft 5, S. 152–155
2. ↑  Jörg Unglaube: Abschied von Dr. Kurt Wiedemann. In: Sächsische Heimatblätter, 28 (1982), Heft 2, S. 145.

| Personendaten    | Personendaten                                         |
| ---------------- | ----------------------------------------------------- |
| NAME             | Wiedemann, Kurt                                       |
| KURZBESCHREIBUNG | deutscher Buchdrucker, Volkswirt und Kulturfunktionär |
| GEBURTSDATUM     | 20. Juni 1899                                         |
| GEBURTSORT       | Dresden                                               |
| STERBEDATUM      | 3. März 1982                                          |